# Léon Benett

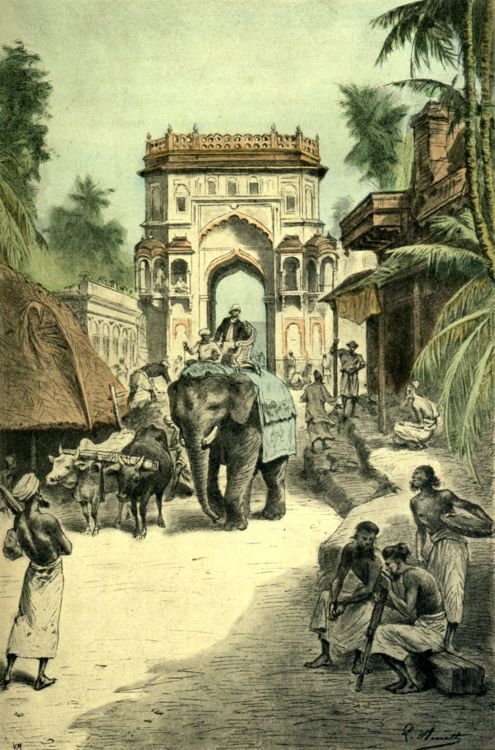
La Maison à vapeur, ilustrada por Léon Benett.

Léon Benett nació el 2 de marzo de 1839 en Orange (Vaucluse) y murió el 7 de diciembre de 1916 en Tolón. Es un pintor e ilustrador francés.

## Biografía
Léon Benett es el seudónimo de Hippolyte Léon Benet que lo utilizó, probablemente, para diferenciar su carrera en la administración de su trabajo como dibujante. Léon Benett destacó en retratar países exóticos, basándose en su experiencia de empleado del gobierno, que le permitió visitar Argelia, Cochin, Martinica y Nueva Caledonia. Los cuadernos traídos de sus viajes le sirvieron en su trabajos de ilustrador.
Léon Benett es conocido por ilustrar muchas de las novelas de Julio Verne, de la editorial Hetzell.  Entre 1873 y 1910, ilustra veinticinco Viajes extraordinarios, y otras obras de Julio Verne. También ilustró obras de Victor Hugo, León Tolstói, Thomas Mayne Reid, Camille Flammarion, Élisée Reclus, James Fenimore Cooper, Erckmann-Chatrian y André Laurie.
El cineasta checo Karel Zeman se inspiró en las obras de arte originales de Edouard Riou y Léon Benett para sus adaptaciones de las novelas de Julio Verne a la pantalla, incluyendo el fabuloso mundo de Julio Verne (1958).